# زارچنی، اوبلاست پنزا
شهر زارچنی، اوبلاست پنزا (به روسی: Заречный) در کشور روسیه و در اوبلاست پنزا واقع شده‌است.